# 安娜·维克曼
安娜·维克曼（瑞典語：Anna Vikman，1981年1月13日—），瑞典女子冰球运动员。她曾代表瑞典参加2002年和2006年冬季奥林匹克运动会冰球比赛，共获得一枚银牌和一枚铜牌。